# Les Ancizes-Comps

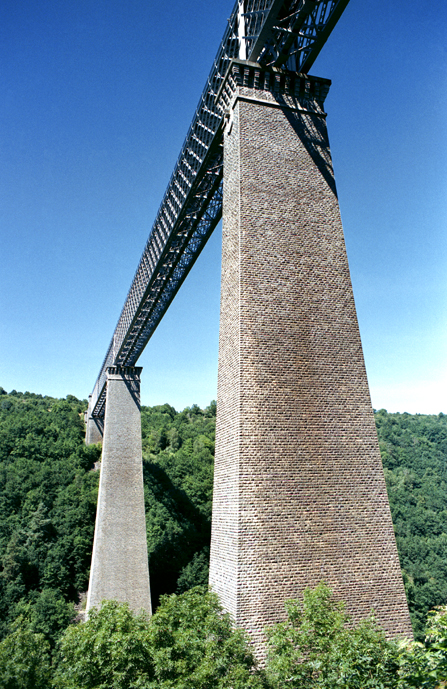
Fades viaduct

Les Ancizes-Comps là một xã ở tỉnh Puy-de-Dôme trong vùng Auvergne-Rhône-Alpes miền trung nước Pháp. Xã này nằm ở khu vực có độ cao trung bình 700 mét trên mực nước biển.
- Fades viaduct
- Communes of the Puy-de-Dôme department